# Higuera de la Sierra
Higuera de la Sierra és un poble de la província de Huelva (Andalusia), que pertany a la comarca de Sierra de Huelva. El 2008 hi eran 1425 veïns. El seu terme és de 24Km i la seva densitat 56,2 hab/km. La seva altitud és de 620 m. 37º 50´N, 6º 26´O. Els km. fins a la seva capital Huelva, són 96,8 i fins a Sevilla 75,2. És molt interessant de veure la Iglesia de San Sebastián, el lloc denominat Las tobas i la serra de Santa Bárbara, amb la seva vella ermita semi-derruída.
També és recomanable testar els nombrosos plats tipics del poble i sobretot els embotits i pernils ibèrics.

## Festes
És interessantíssim de veure la cavalcada de reis la nit del cinc de gener, la segona més antiga d'Espanya i orgull dels figuerencs, que treballen tot l'any de valent per fer una nit d'il·lusió. Es fa des del 1918.
A la segona quinzena d'agost se celebra la vetllada de Sant Antoni, amb la processó del Sant pels carrers del barri que porta el seu nom. L'últim día de festa es fa "la sangría" en l'anomenada "calle larga".
A la primera quinzena de setembre se celebra la fira en honor del Santíssim Crist del Rosari.
També se celebra des de fa 40 anys un festival de toros a benefici de la llar d'avis y la cavalcada de reis.

## Història
Els seus orígens es remunten al segle xiii, en què es registren els primers assentaments com un agrupament de cases. L'actual Higuera de la Sierra, abans Higuera de Aracena, va rebre el títol de "villazgo" el 1553, sota el regnat de Carles I.
A finals del segle xix, van arribar unes famílies de Girona coneixedores del suro, insta-lant diverses fàbriques de transformació d'aquest.
Va ser al segle xx quan la indústria del suro va aconseguir la seva màxima esplendor i amb ella tot el poble.

## Demografia
| 1996 | 1998 | 1999 | 2000 | 2001 | 2002 | 2003 | 2004 | 2005 | 2006 |
| ---- | ---- | ---- | ---- | ---- | ---- | ---- | ---- | ---- | ---- |
| 1291 | 1271 | 1260 | 1258 | 1269 | 1262 | 1311 | 1344 | 1348 | 1361 |